# Dimitri Georgevitch de Leuchtenberg
Dimitri Georgevitch de Leuchteberg (en russe : Дмитрий Лейхтенбергский), duc de Leuchtenberg, est né le 30 avril 1898 à Saint-Pétersbourg, en Russie, et décédé le 25 décembre 1972 à Saint-Sauveur-des-Monts, au Québec. Membre de la maison de Beauharnais, c'est un aristocrate et un militaire franco-russe lié au mouvement blanc. Il est également considéré comme l'un des normalisateurs du ski alpin au Canada.

## Famille
Dimitri de Leuchteberg est le fils aîné du prince Georges Nikolaïevitch de Leuchtenberg (1872-1929) et de son épouse la princesse Olga Nikolaïevna Repnina-Volkonskaïa (1872-1953). Par son père, il est donc le petit-fils du prince Nicolas Maximilianovitch de Leuchtenberg (1843-1891) et de son épouse morganatique Nadège Annenkova (ru) (1840-1891), comtesse de Beauharnais. Par sa mère, il descend du prince Nicolas Vasilevitch Repnin (ru) (1834-1918) et de son épouse la princesse Sophie Dimitrievna Volkonskaïa (1841-1875).
En 1921, Dimitri épouse à Rome, en Italie, Catherine Alexandrovna Arapova (1900-1991), fille d'Alexandre Viktorovitch Arapov (ru) (1872-1929) et de sa femme Anna Alexandrovna Panchulidzeva (1880-1974). De ce mariage naissent deux enfants :
- Hélène Dimitrievna de Leuchtenberg (1922-2013), duchesse de Leuchtenberg, religieuse sous le nom de mère Élisabeth, au monastère orthodoxe de Bussy-en-Othe à partir de 1979 ;
- Georges Dimitrievitch de Leuchtenberg (1927-1963), duc de Leuchtenberg.

## Biographie
Né en Russie en 1898, Dimitri y étudie le génie militaire jusqu'en 1917, année où il intègre la garde montée. Arrêté par les Bolcheviks après la Révolution d'Octobre, il est détenu à la forteresse Pierre-et-Paul, d'où il parvient à s'enfuir. Pendant la Guerre civile, il combat dans les armées blanches sous les ordres du général Wrangel. D'abord simple cornette, il obtient le grade de lieutenant mais se retire à Yalta lors du retrait des forces contre-révolutionnaires, en 1920.
Dans la cité ukrainienne, Dimitri tombe amoureux de Catherine Alexandrovna Arapova, veuve du prince Boris Alexandrovitch Chavchavadze et mère d'une petite fille, prénommée Irina (1920-2015). Avec Catherine et sa famille, le prince gagne Constantinople puis Trieste, avant de retrouver ses parents en Allemagne. Ayant obtenu l'autorisation de son père d'épouser Catherine, il se marie avec elle à Rome en 1921. En juillet suivant, Dimitri et sa famille s'installent au château de Seeon, auprès des parents du prince. Le couple y mène une vie heureuse et donne le jour à deux enfants, Hélène et Georges. 
En 1927, Dimitri est le témoin de l'installation, dans le château familial, de Franziska Schanzkowska (plus connue sous le nom d'Anna Anderson), qui se fait passer pour la grande-duchesse Anastasia Nikolaïevna de Russie. Contrairement à sa sœur Hélène, persuadée que la jeune femme est bel et bien la fille du tsar Nicolas II, Dimitri est convaincu d'avoir affaire à un imposteur, ce qui génère quelques tensions au sein de la famille,,.
En 1931, un cousin de Dimitri, le marquis Nicholas degli Albizzi (ou d'Albizzi), l'invite à le rejoindre à Saint-Sauveur-des-Monts, au Canada, où il vient de créer une petite station de sports d'hiver, le « centre de ski la Marquise ». À partir de cette année, et jusqu'en 1938, Dimitri et son épouse passent donc chaque hiver au Québec tandis que leur progéniture reste sous la garde de leur grand-mère, la princesse Olga. Épris de sports d'hiver, Dimitri y fonde l'une des toutes premières écoles de ski du Canada (et la seule certifiée pendant presque dix ans), destinée à la clientèle de son cousin,. En 1937, la réputation du prince est déjà si établie qu'il est choisi pour être membre du Canadian Ski School Committee, chargé d'harmoniser les règles d'enseignement de ce sport. En 1938, il est l'un des fondateurs de la Ski Instructor’s Alliance et participe à la publication du Canadian Ski Manual. 
En 1939, Dimitri rachète la station du marquis degli Albizzi et s'installe définitivement dans les Laurentides avec sa famille. Il renomme alors son hôtel « Pension Leuchtenberg » et y installe quelques œuvres d'art héritées de ses ancêtres,. Dans les années qui suivent, son établissement accueille différentes personnalités de premier ordre, parmi lesquelles le gouverneur général du Canada Vincent Massey ou le Premier ministre Lester B. Pearson.
En 1963, Dimitri et son épouse ont la douleur de perdre leur fils Georges. Diplômé d'économie et de finance à Harvard, celui-ci succombe d'une tumeur cérébrale. Un an plus tard, leur fille Hélène, lieutenant dans la Marine royale canadienne durant la Deuxième Guerre mondiale, se retire dans un couvent orthodoxe, avant d'entrer dans les ordres en 1979.
Le duc de Leuchtenberg meurt accidentellement en 1972, en tombant du toit de son hôtel pendant une opération de déneigement. Il est enterré au cimetière du couvent de Novo-Diveevo (en), dans le comté de Rockland, dans l'État de New York. À ses côtés, reposent son épouse, son fils Georges et son frère Constantin.